# Gerichtsbezirk Mistelbach
Der Gerichtsbezirk Mistelbach ist einer von 24 Gerichtsbezirken in Niederösterreich und deckungsgleich mit dem Bezirk Mistelbach. Der übergeordnete Gerichtshof ist das Landesgericht Korneuburg.

## Gemeinden
Einwohner: Stand 1. Jänner 2024

### Städte
- Laa an der Thaya (6309)
- Mistelbach (12.036)
- Poysdorf (5654)
- Wolkersdorf im Weinviertel (7492)

### Marktgemeinden
- Asparn an der Zaya (1921)
- Bernhardsthal (1585)
- Bockfließ (1277)
- Falkenstein (559)
- Gaweinstal (4134)
- Großebersdorf (2315)
- Großengersdorf (1537)
- Großharras (1072)
- Großkrut (1696)
- Hausbrunn (891)
- Herrnbaumgarten (938)
- Kreuzstetten (1683)
- Ladendorf (2348)
- Neudorf im Weinviertel (1355)
- Pillichsdorf (1260)
- Rabensburg (1068)
- Staatz (1936)
- Stronsdorf (1565)
- Ulrichskirchen-Schleinbach (2668)
- Wilfersdorf (2073)

### Gemeinden
- Altlichtenwarth (754)
- Drasenhofen (1116)
- Fallbach (804)
- Gaubitsch (918)
- Gnadendorf (1190)
- Hochleithen (1112)
- Kreuttal (1487)
- Niederleis (917)
- Ottenthal (530)
- Schrattenberg (843)
- Unterstinkenbrunn (565)
- Wildendürnbach (1541)

## Geschichte
Am 1. Jänner 2013 wurde der Gerichtsbezirk Laa an der Thaya aufgelöst und die Gemeinden Altlichtenwarth, Bernhardsthal, Drasenhofen, Fallbach, Falkenstein, Gaubitsch, Gnadendorf, Großharras, Großkrut, Hausbrunn, Herrnbaumgarten, Laa an der Thaya, Neudorf im Weinviertel, Ottenthal, Poysdorf, Rabensburg, Schrattenberg, Staatz, Stronsdorf, Unterstinkenbrunn und Wildendürnbach wurden dem Gerichtsbezirk Mistelbach zugewiesen.